# Shkodra Elektronike
Shkodra Elektronike são um duo albanês de música do género electropop fundado em 2018 em Escodra, Albânia. O grupo é constituído pelos cantores Kolë Laca e Beatriçe Gjergji. Representaram a Albânia no Festival Eurovisão da Canção de 2025 com a canção «Zjerm».

## História
Ambos originários de Escodra, uma cidade situada no norte da Albânia, a dupla ganhou popularidade no país de origem a partir de 2020 graças a êxitos como «Ku e gjeta vedin» e «Synin si Qershia». Mais tarde, começaram a atuar em vários festivais internacionais. Em 2022, lançaram o seu primeiro extended play, «Live @ Uzina», com a editora Alt Orient, do qual foi extraído o single «Turtulleshë».

Em 2024, os Shkodra Elektronike concorreram à 63.ª edição do Këngës Festivali, onde sagraram-se vencedores com a canção Zjerm. A vitória no festival garantiu-lhes a oportunidade de representar o seu país no Festival Eurovisão da Canção de 2025, em Basileia, na Suíça.

## Estilo musical
As músicas dos Shkodra Elektronike são caracterizadas por uma fusão de géneros como a eletrónica, a pop e a música tradicional albanesa, e é estruturada por melodias cativantes, ritmos envolventes e letras que tratam frequentemente de temas como o amor ou a vida quotidiana.

## Discografia

### EP
- 2022 – Live @ Uzina

### Singles
- 2020 – Ku e gjeta vedin
- 2020 – Synin si qershia
- 2022 – Turtulleshë
- 2023 – Vaj si kenka ba dynjaja (com a Fanfara Tirana)
- 2024 – Zjerm